# Sericesthis coolumensis
Sericesthis coolumensis är en skalbaggsart som beskrevs av Britton 1987. Sericesthis coolumensis ingår i släktet Sericesthis och familjen Melolonthidae. Inga underarter finns listade i Catalogue of Life.